# Xing
Xing er et socialt karrierenetværk, der drives af New Work SE i Hamborg. Xing udbyder en platform til alle tysksprogede. I 2023 havde Xing ca. 21,5 mio. brugere i Tyskland, Østrig og Schweiz.